# Мемориальный дом-музей Ш. Петёфи
Мемориальный дом-музей Шандора Петёфи (венг. Petőfi Szülőház és Emlékmúzeum) — учреждение культуры историко-литературного направления. Расположен в городе Кишкёрёш (Венгрия).

## История

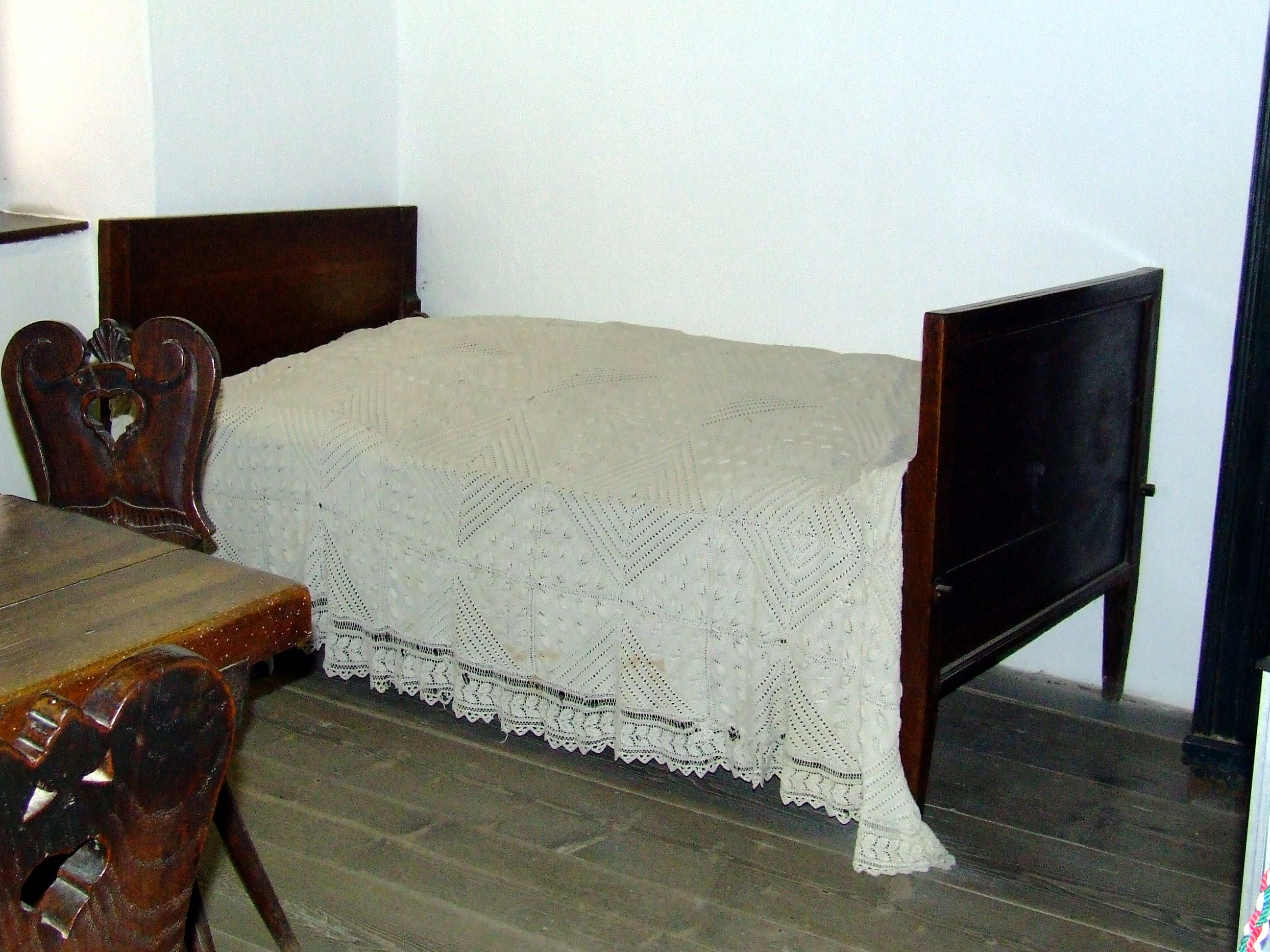
Экспозиция музея

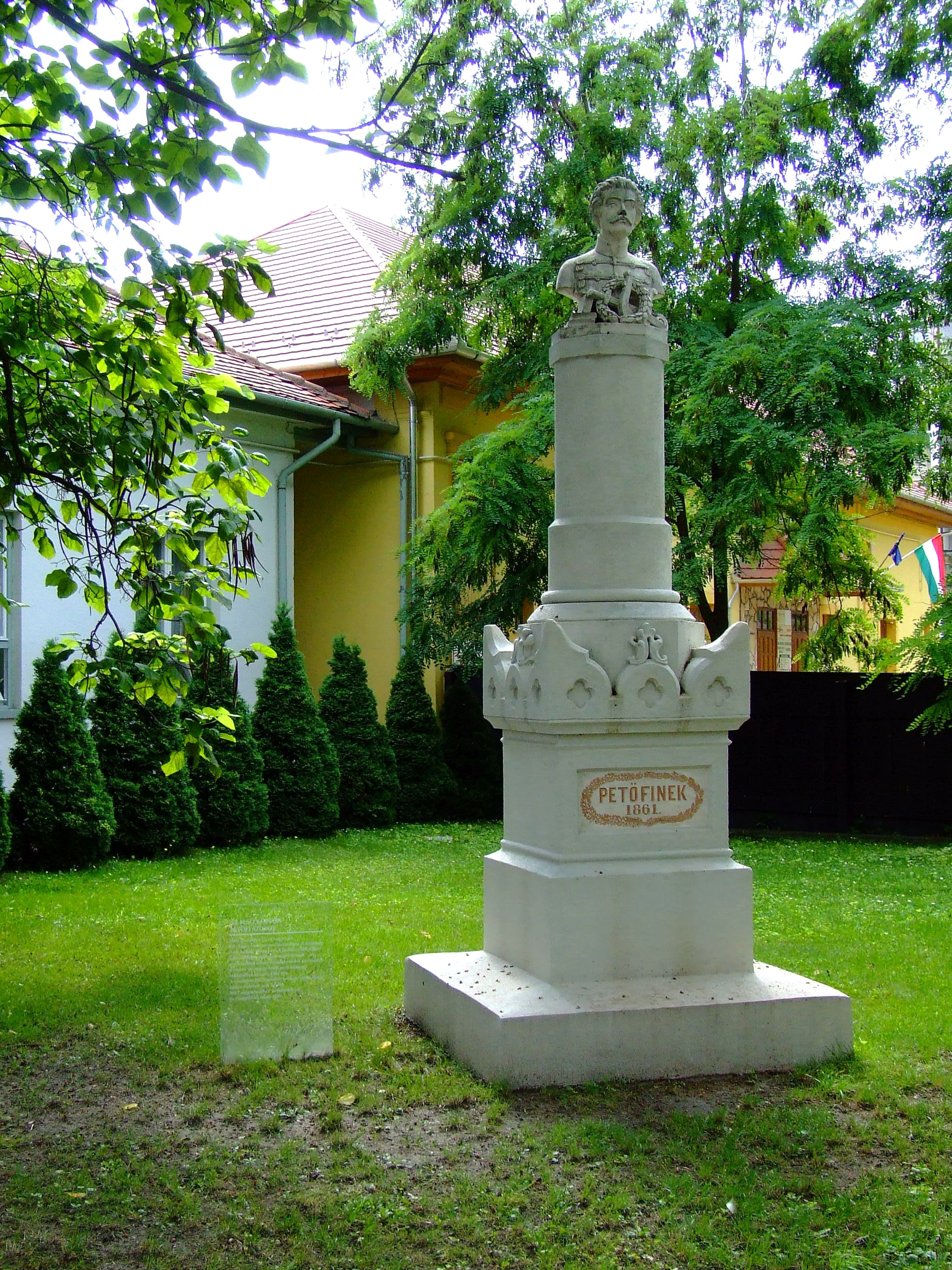
Статуя Ш.Петёфи

Родительский дом Петёфи представляет собой трёхкомнатный деревянный дом с соломенной крышей, построенный примерно в 1780 году. В 1859 году дом был унаследован Кларой Маковиний, а в 1863 году он принадлежало прядильному мастеру Палу Мартиновичу и его жене Терезии Варге.
В 1861 году по инициативе Имре Иванки на доме была открыта мемориальная мраморная доска с надписью: здесь Петёфи родился 31 декабря 1822 года.
Открыт с 1880 года, организатором музея выступил Мор Йокаи от имени Общества писателей и художников Венгрии.
В 1948—1949 годах, по случаю столетия Венгерской революции и Войны за независимость, родилась идея увековечить место рождения Петёфи. Для этого дом был отремонтирован, из Будапешта привезена семейная мебель. Работы были завершены в 1953 году
Первые три статуи в парке скульптур были установлены к его открытию 26 июля 1985 года.

## Экспозиция
В музее представлены материалы о жизни и творчестве выдающегося венгерского поэта Шандора Петёфи (1823—1849).
В музейный комплекс входят дом, в котором родился поэт, словацкий деревенский дом и 14 скульптурных портретов («парк скульптур») поэтов разных стран, переводивших Ш. Петёфи (русские поэты представлены скульптурой Л. Мартынова).
Мемориальный дом (постройки XVIII века) был восстановлен в своем первоначальном виде, с подлинной мебелью и библиотекой. В первой комнате представлена семейная мебель, на открытой кухне с камином установлены старинные блюда, а во внутреннем дворе представлены реликвии и документы о пребывании и крещении в Кишкереше. Во дворе дома можно видеть ледяной погреб, и именно здесь выставлена самая ранняя статуя Петёфи. На верхней галерее музея можно увидеть коллекцию картин, связанную с жизнью и творчеством поэта. Экспозиция словацкого деревенского дома рассказывает об образе жизни, одежде и культурных традициях словаков, которые поселились в Кишкёрёше в начале XVIII века.

## Галерея «Парк скульптур»

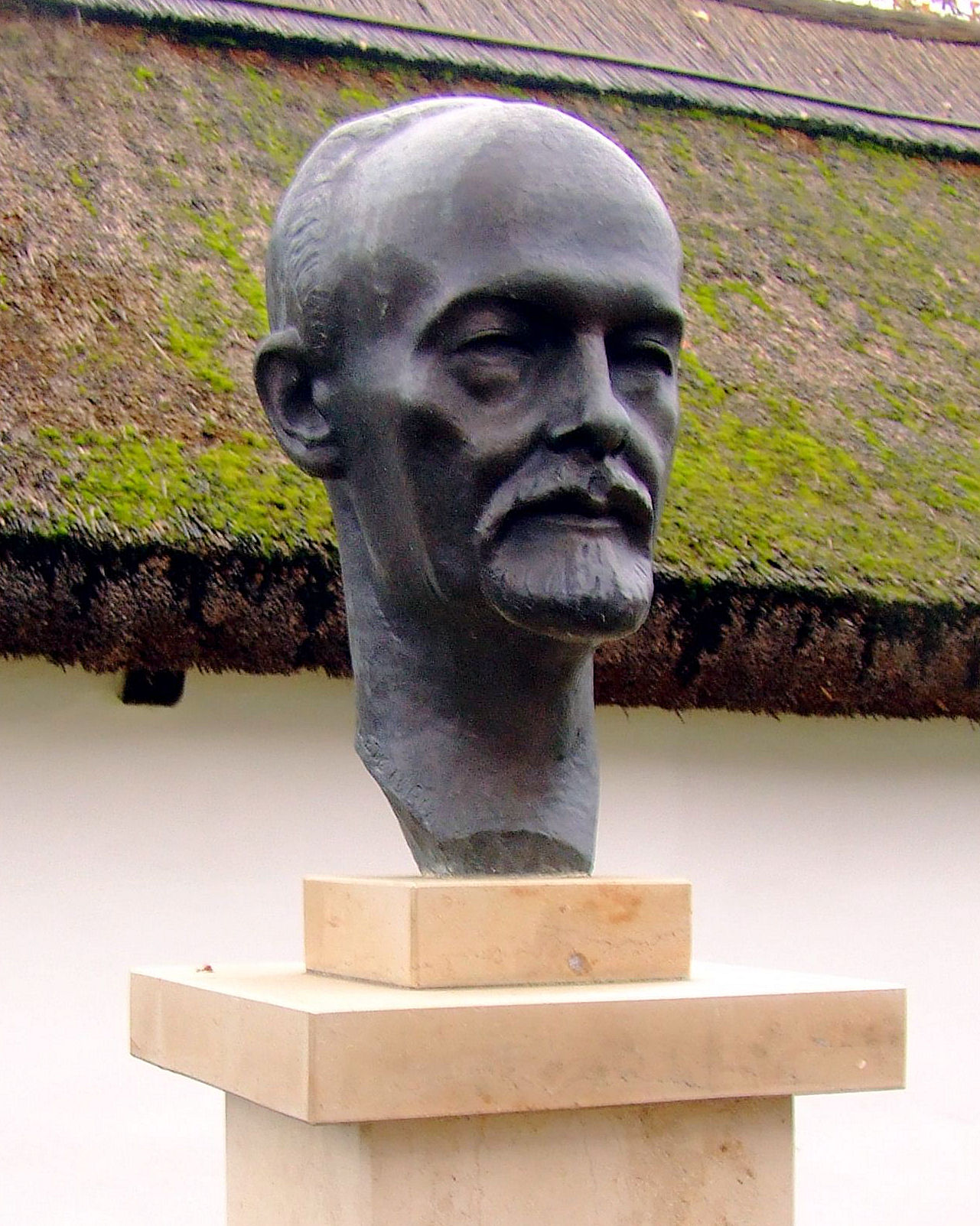
Вяйнё Аалтонен
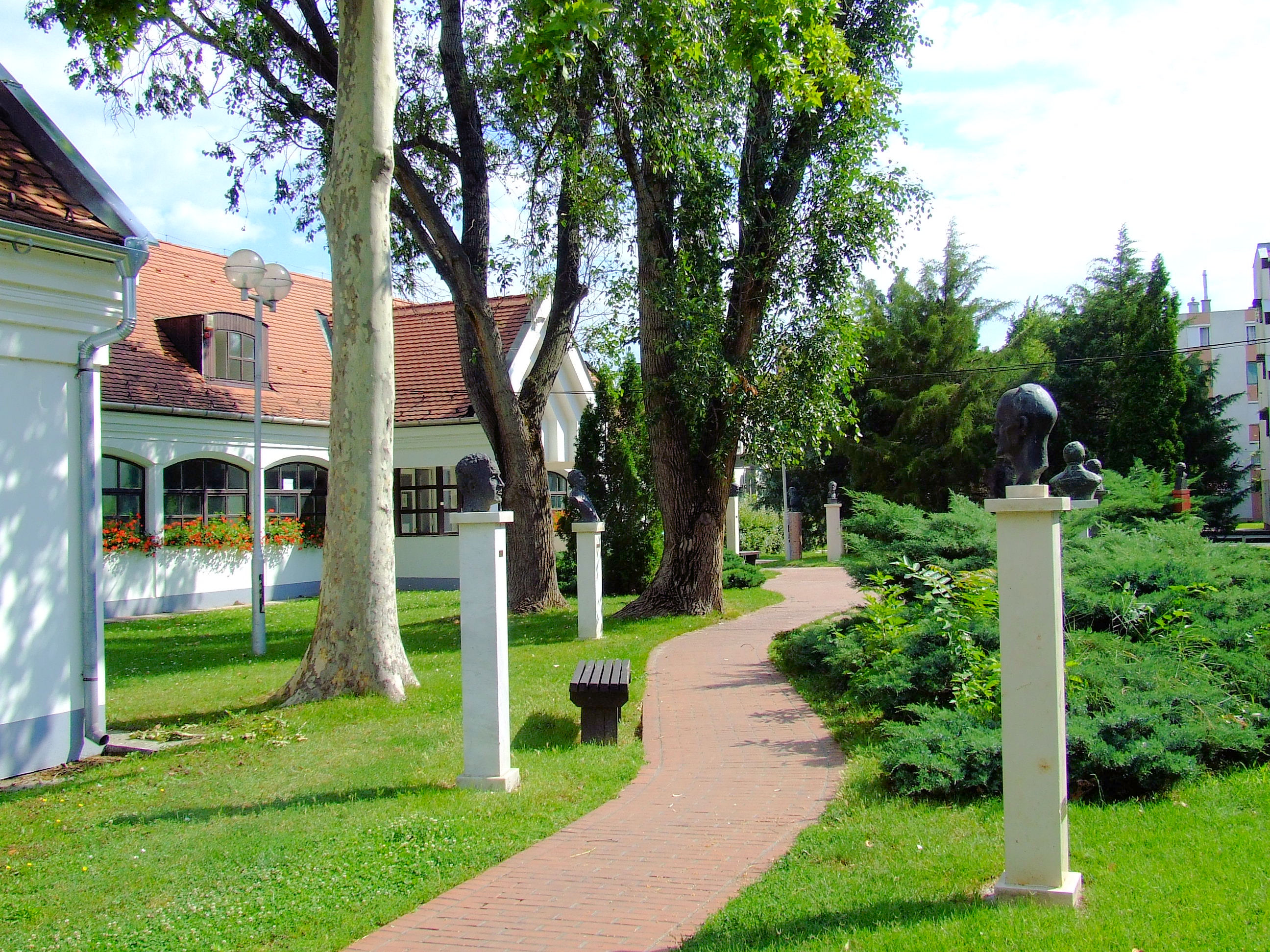
Парк скульптур
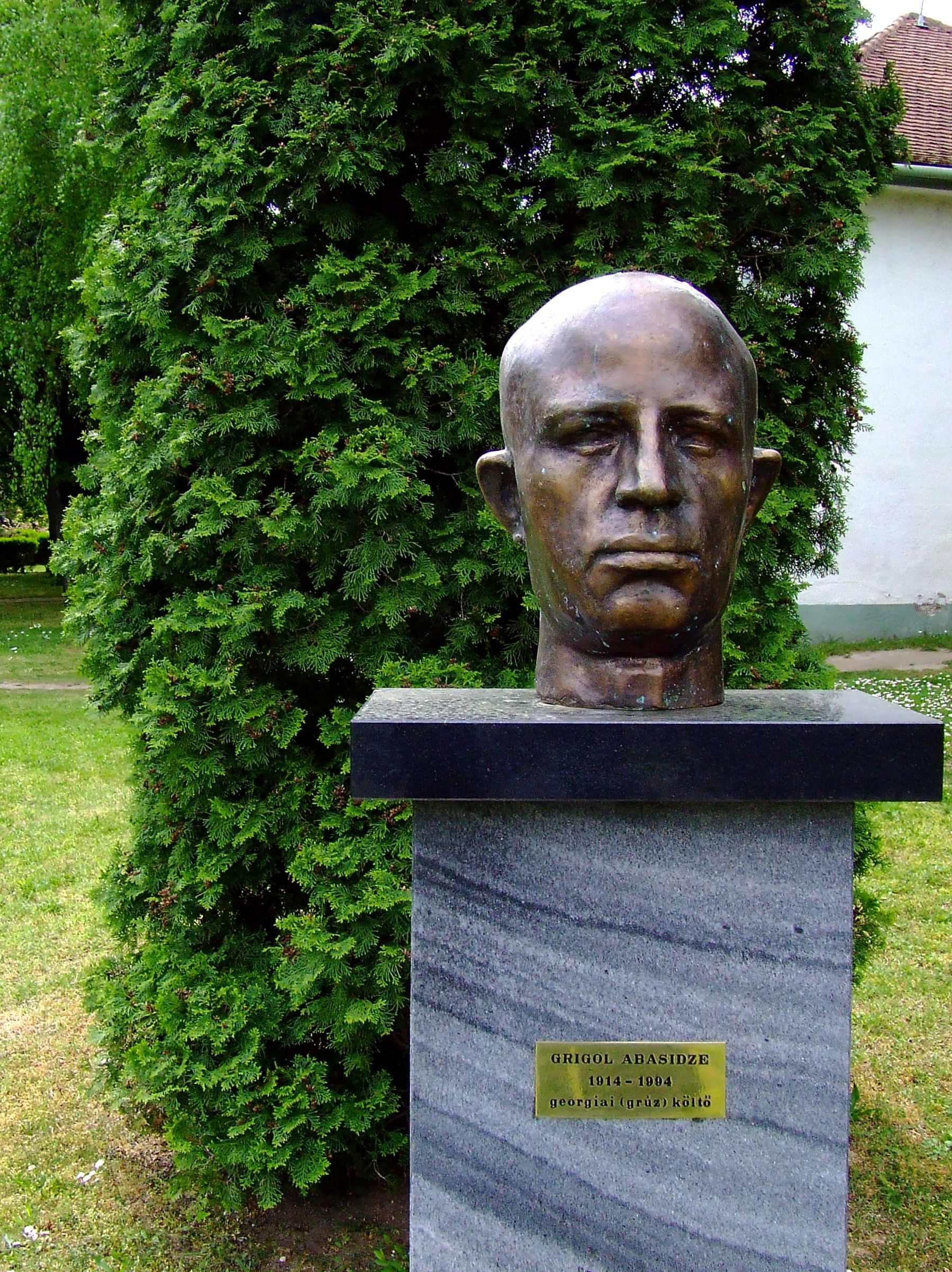
Григол Абашидзе

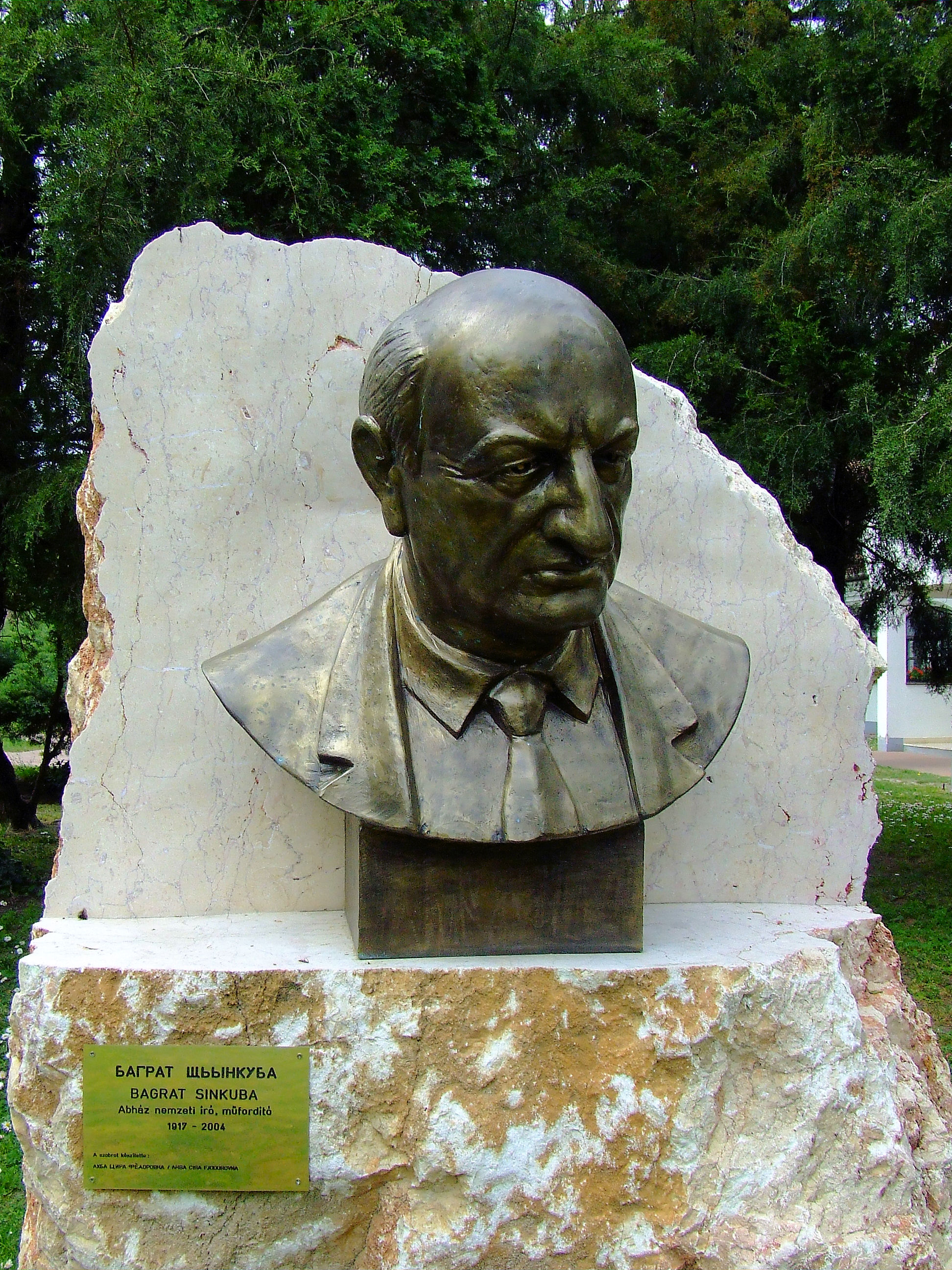
Баграт Шинкуба
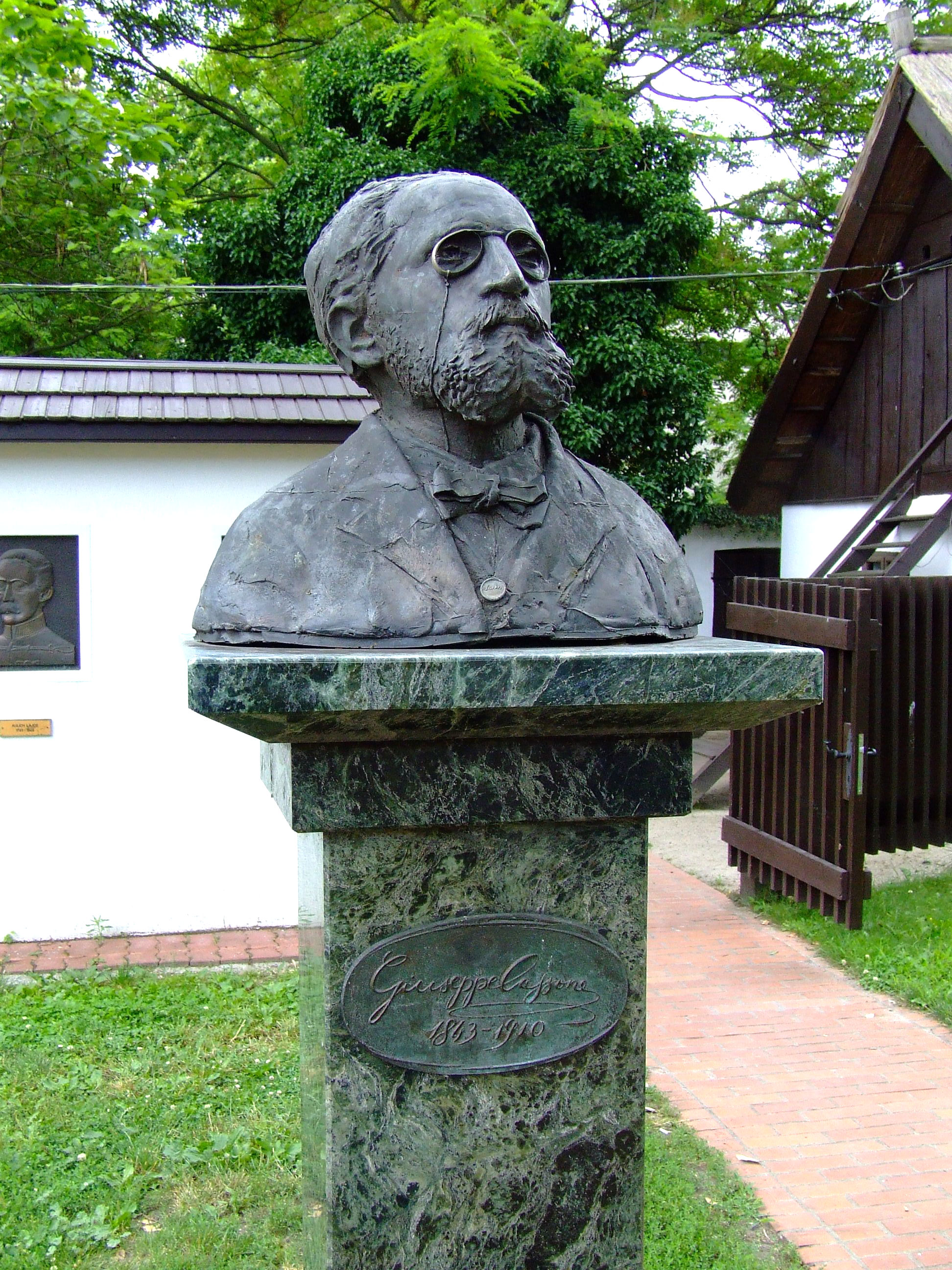
Джузеппе Кассоне
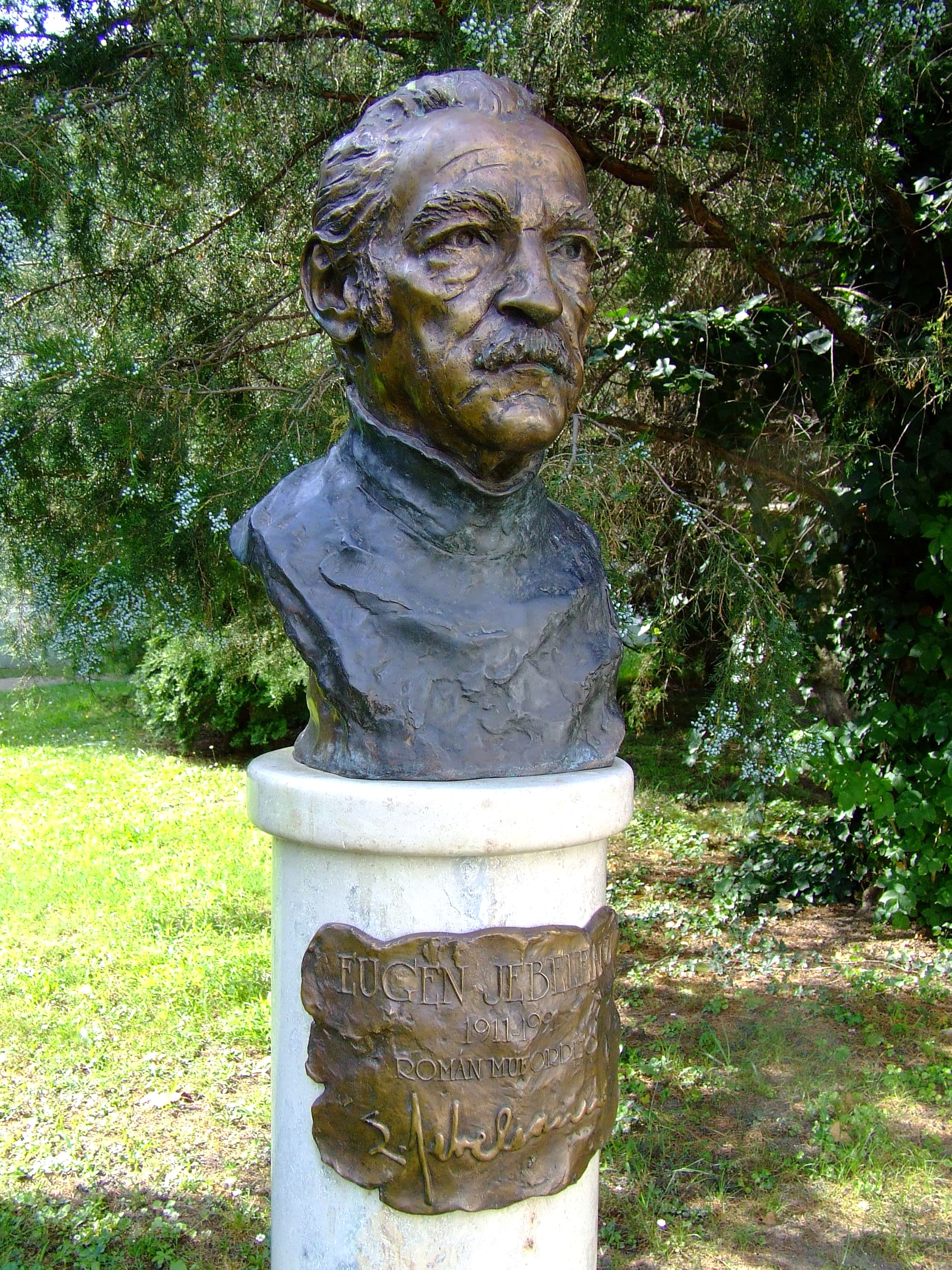
Еуджен Жебеляну
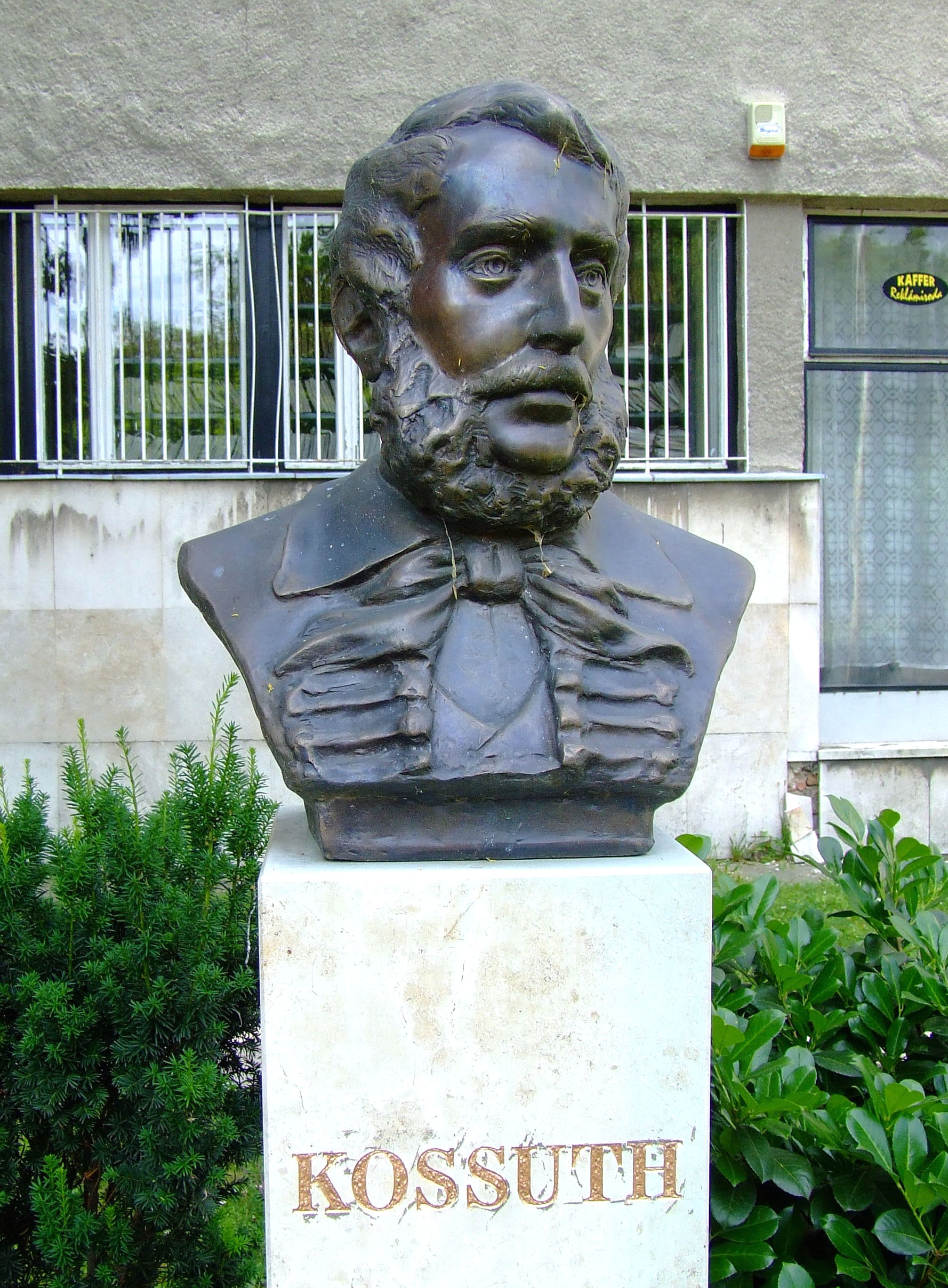
Лайош Кошут
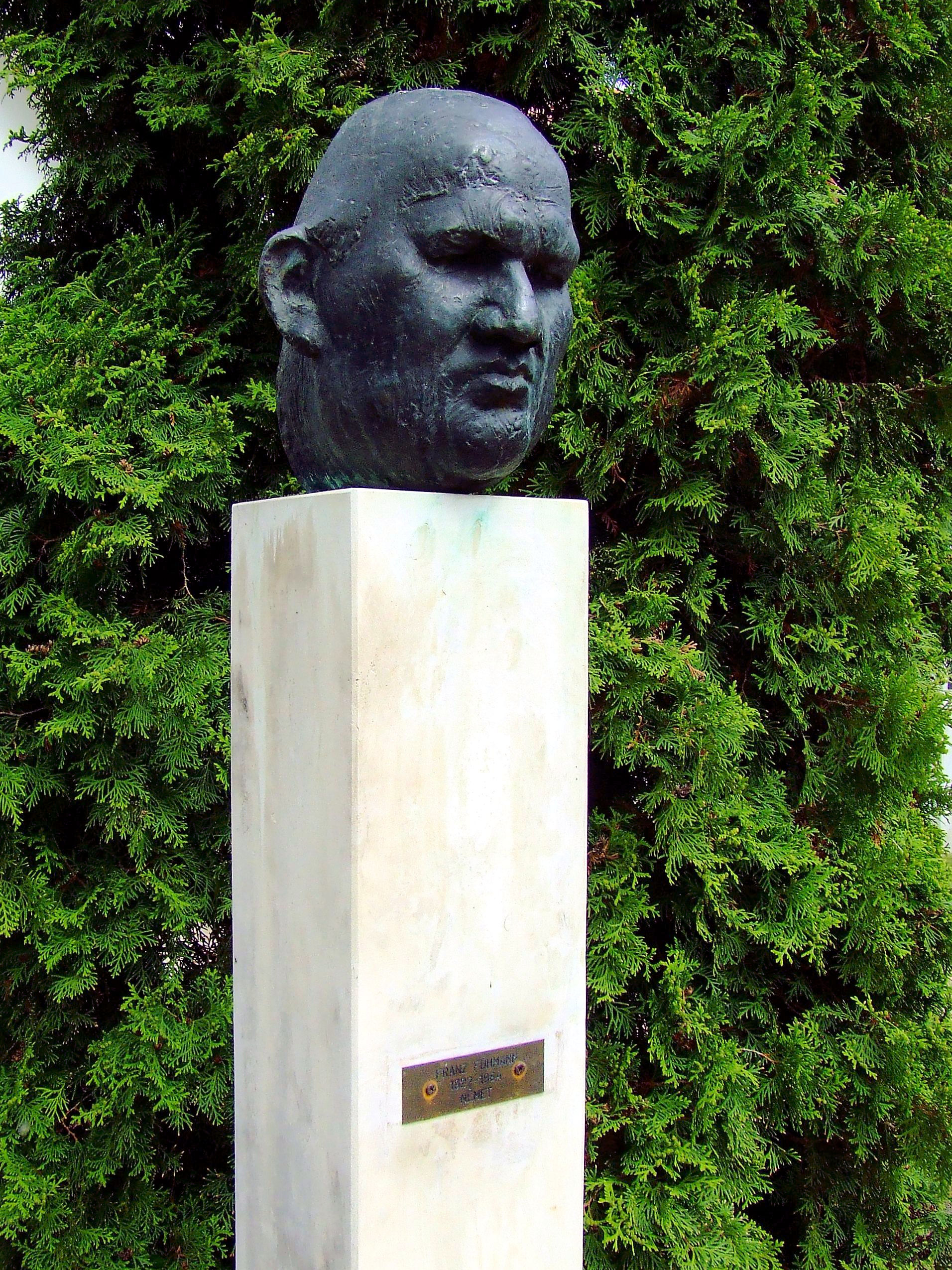
Франц Фюман
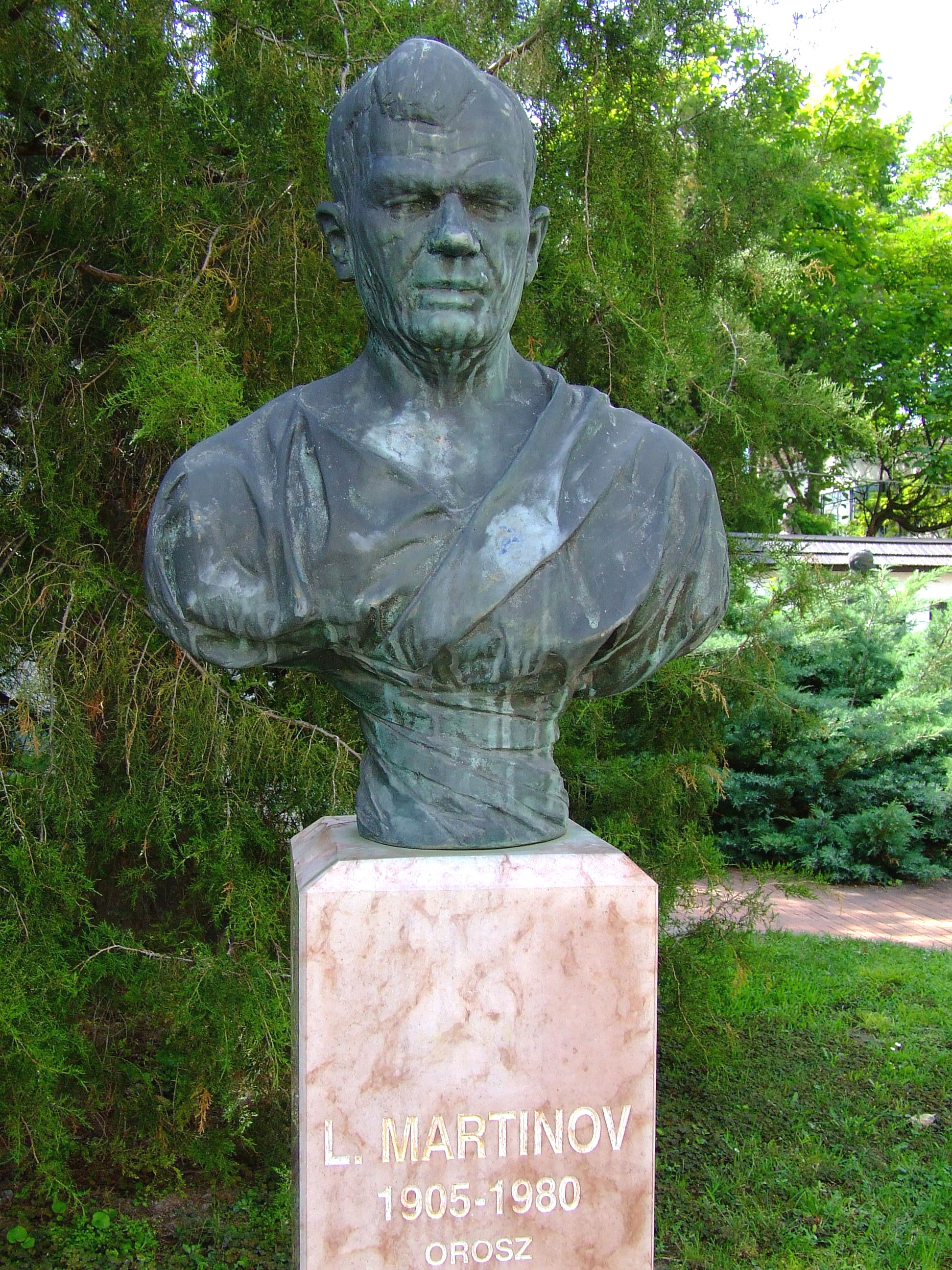
Леонид Мартынов

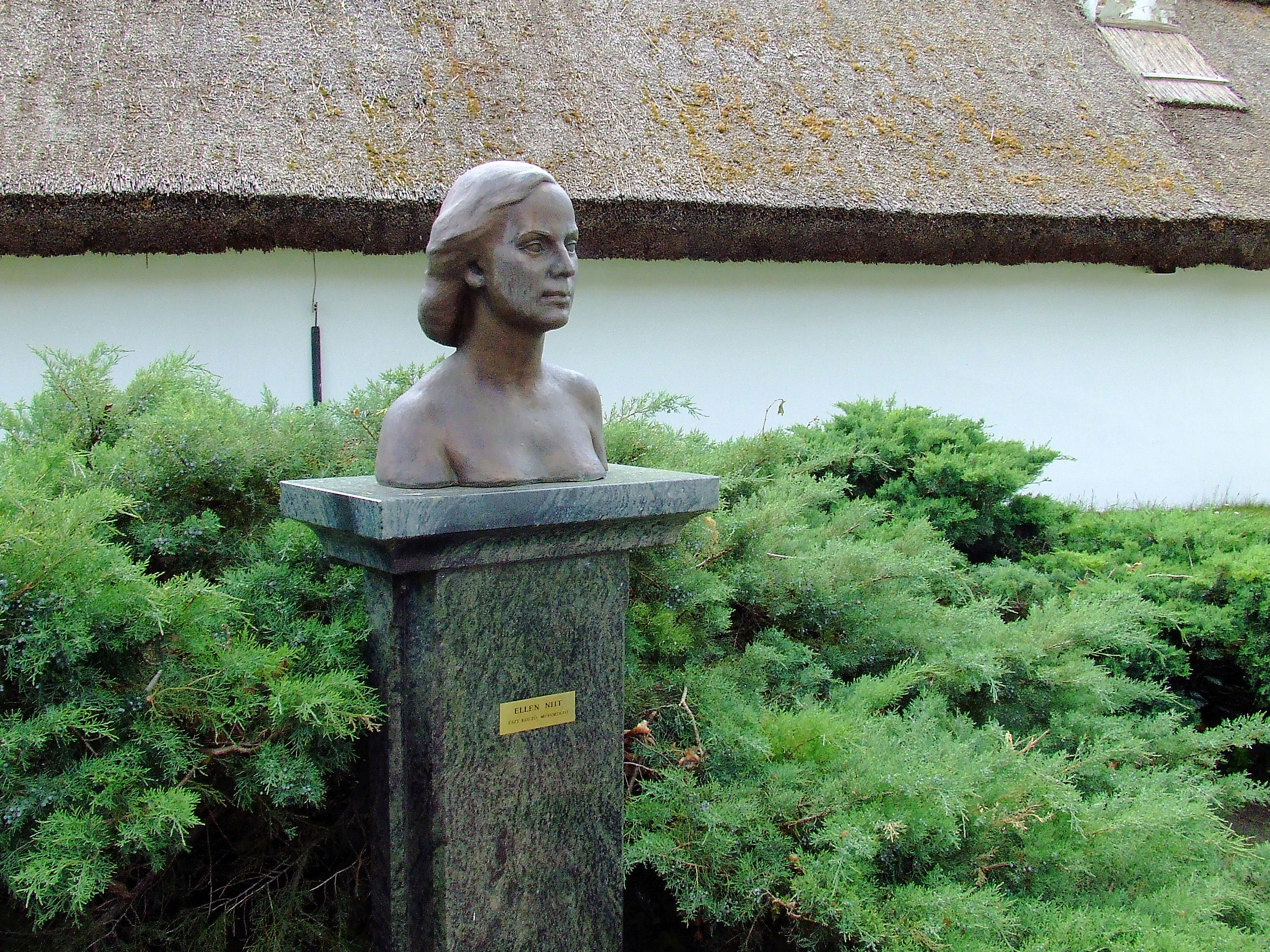
Эллен Нийт
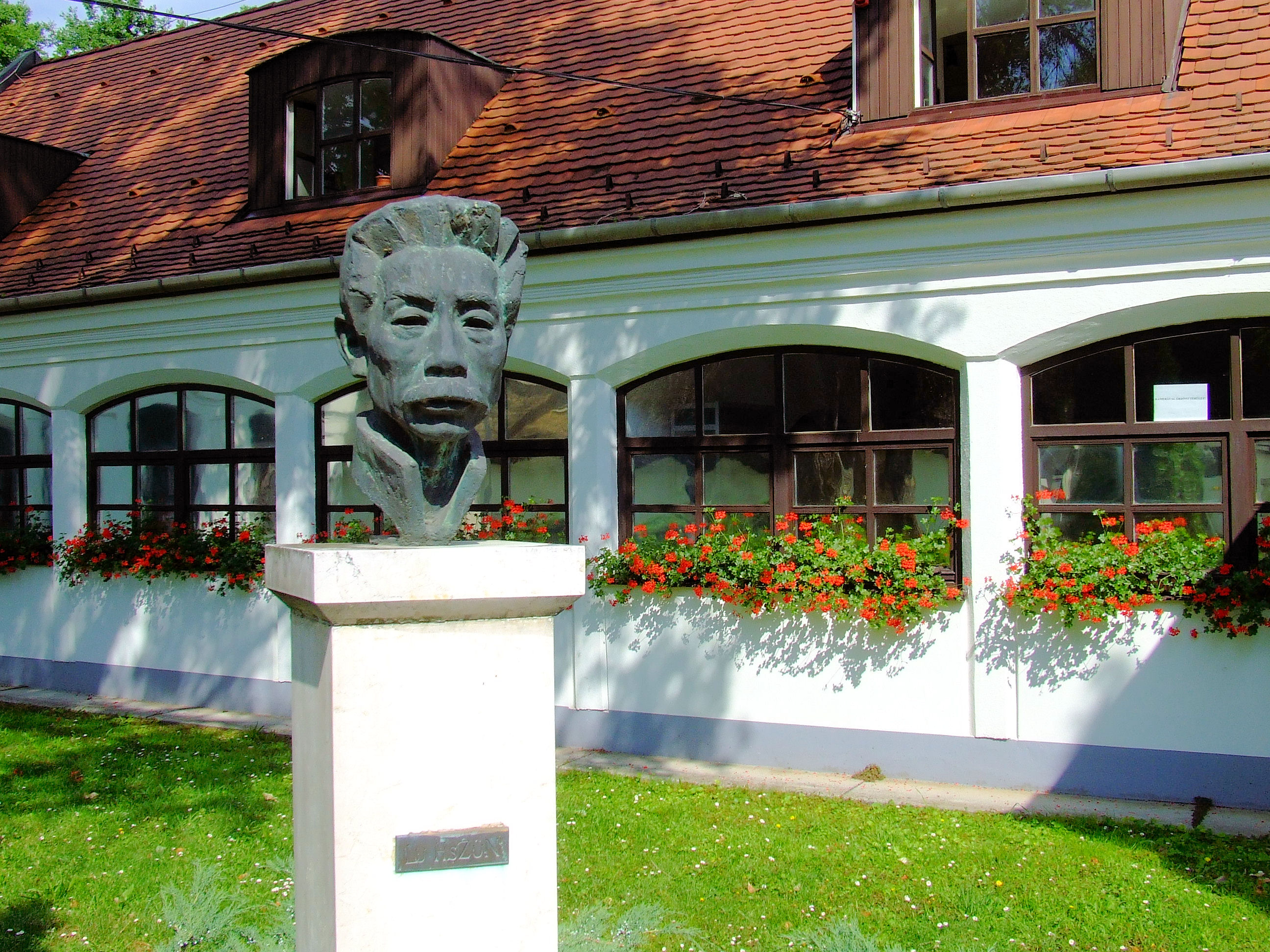
Лу Синь
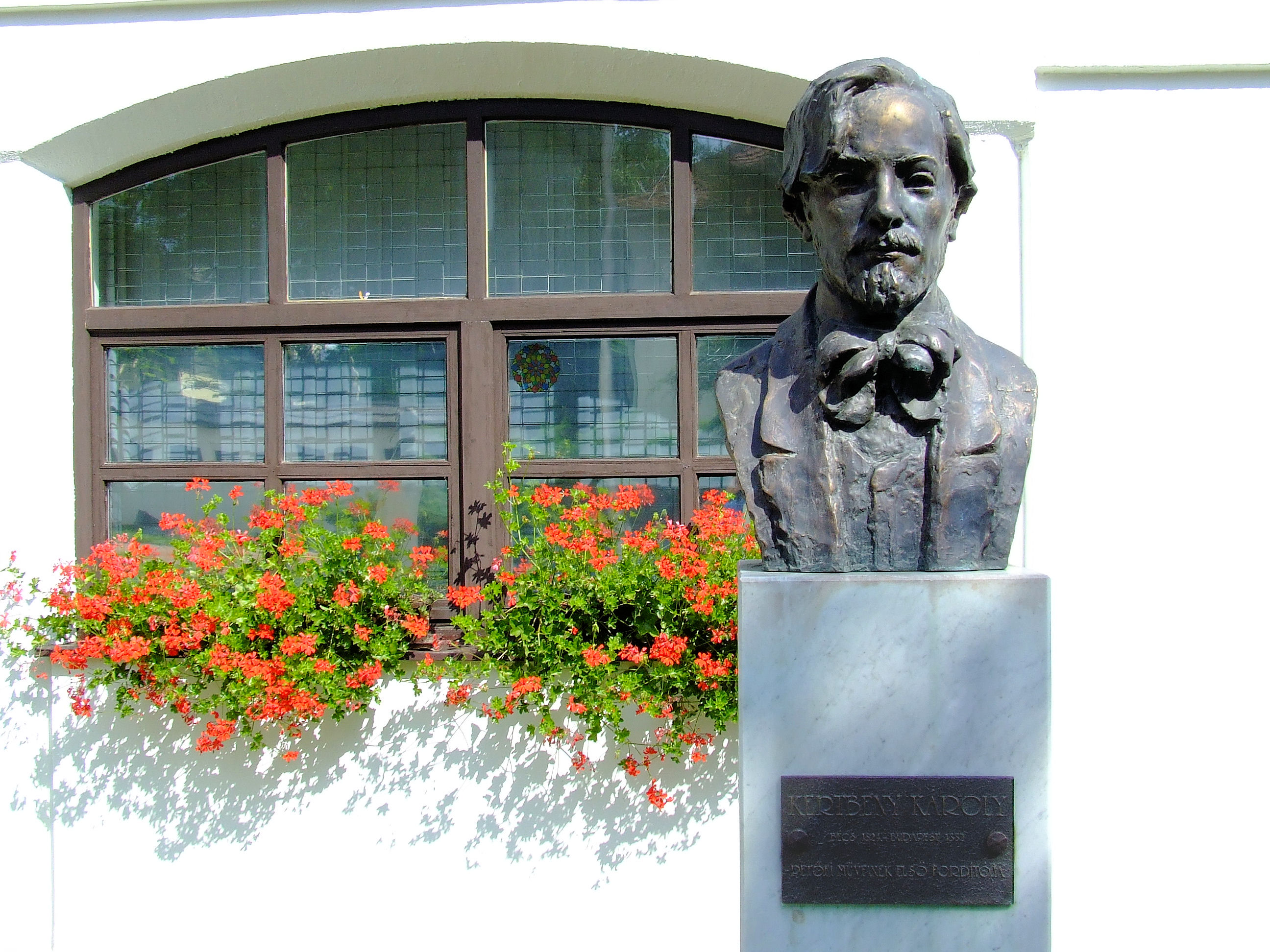
Карл Кертбени
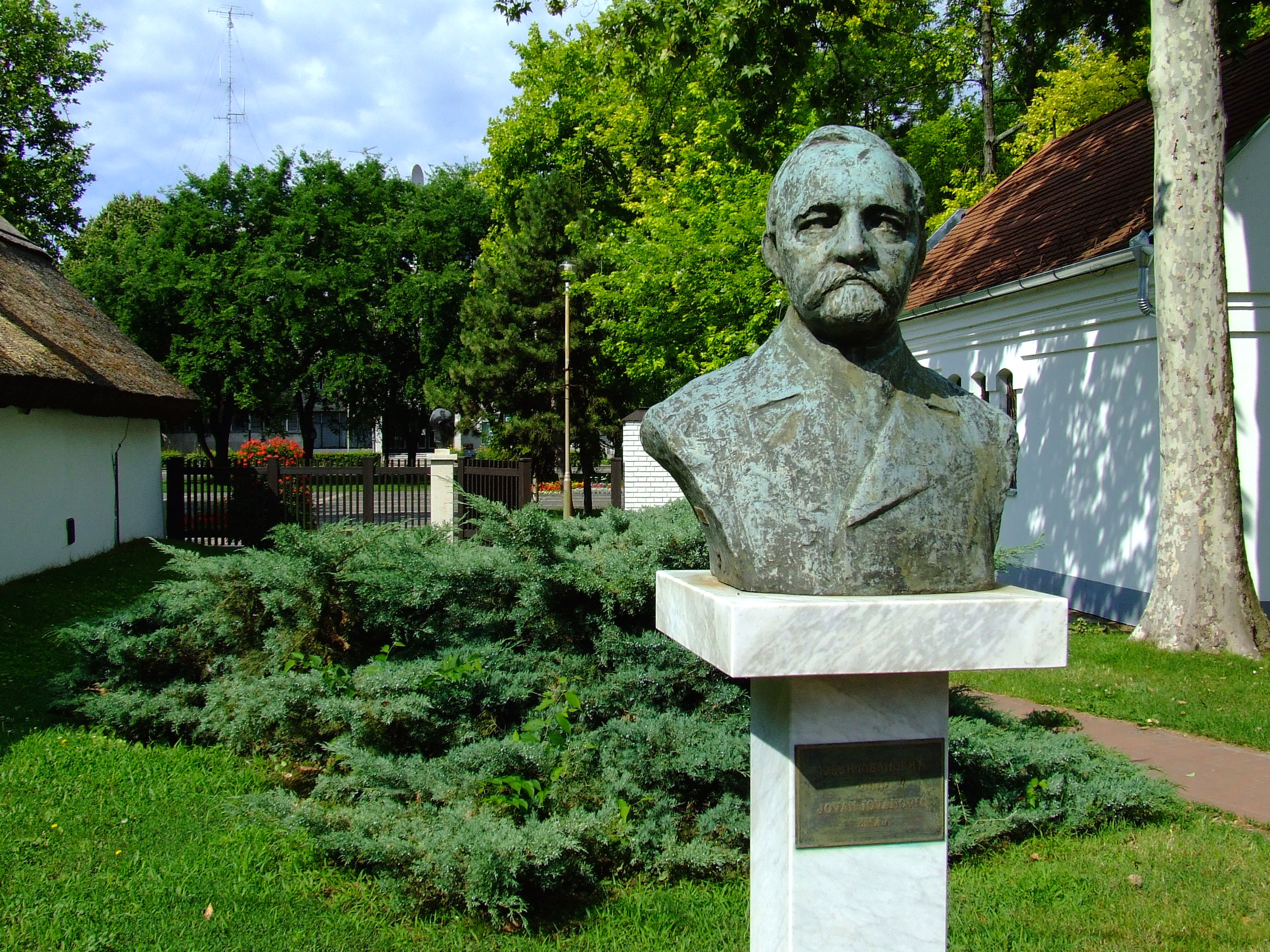
Йован Йованович-Змай
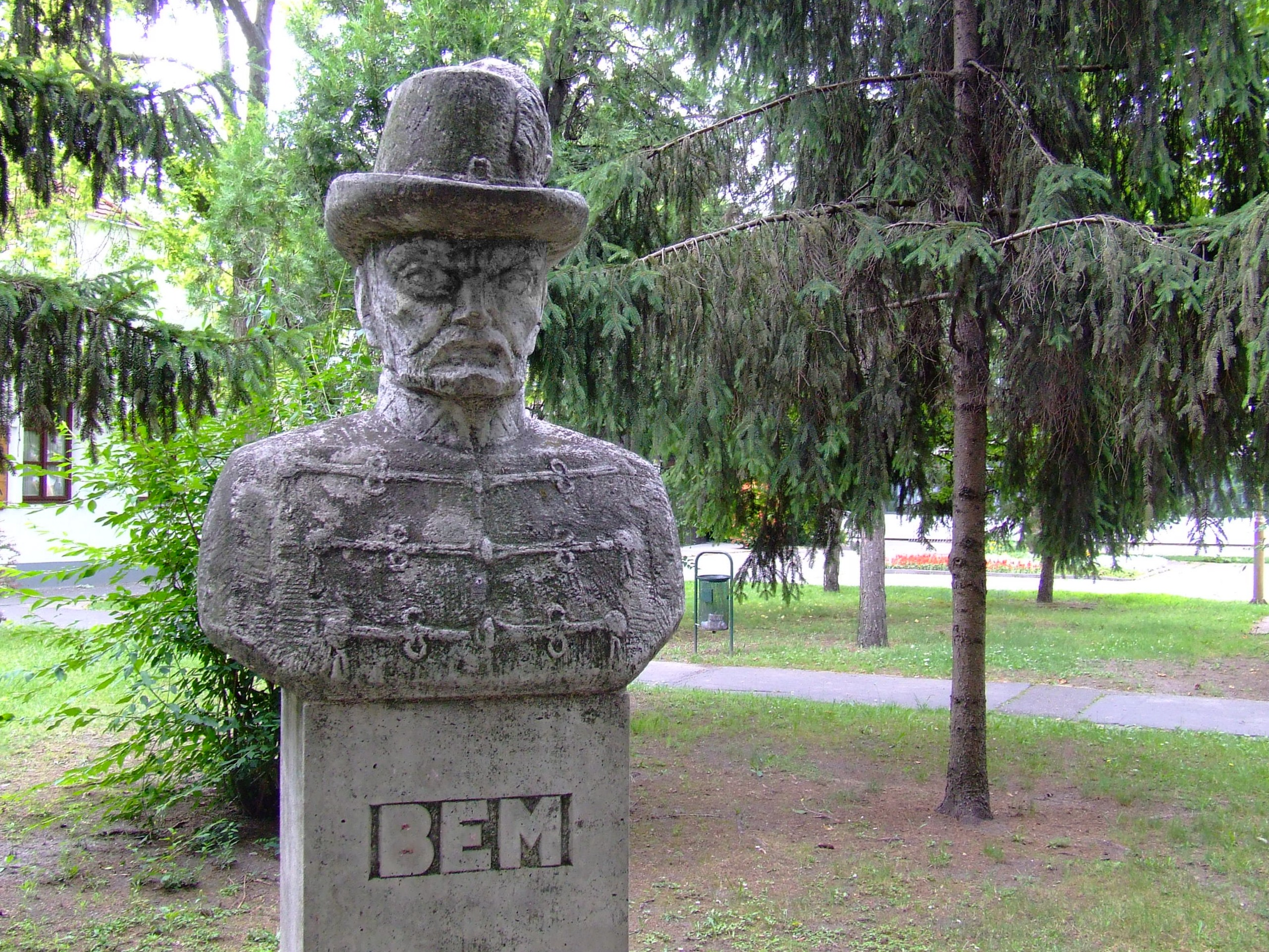
Юзеф Бем
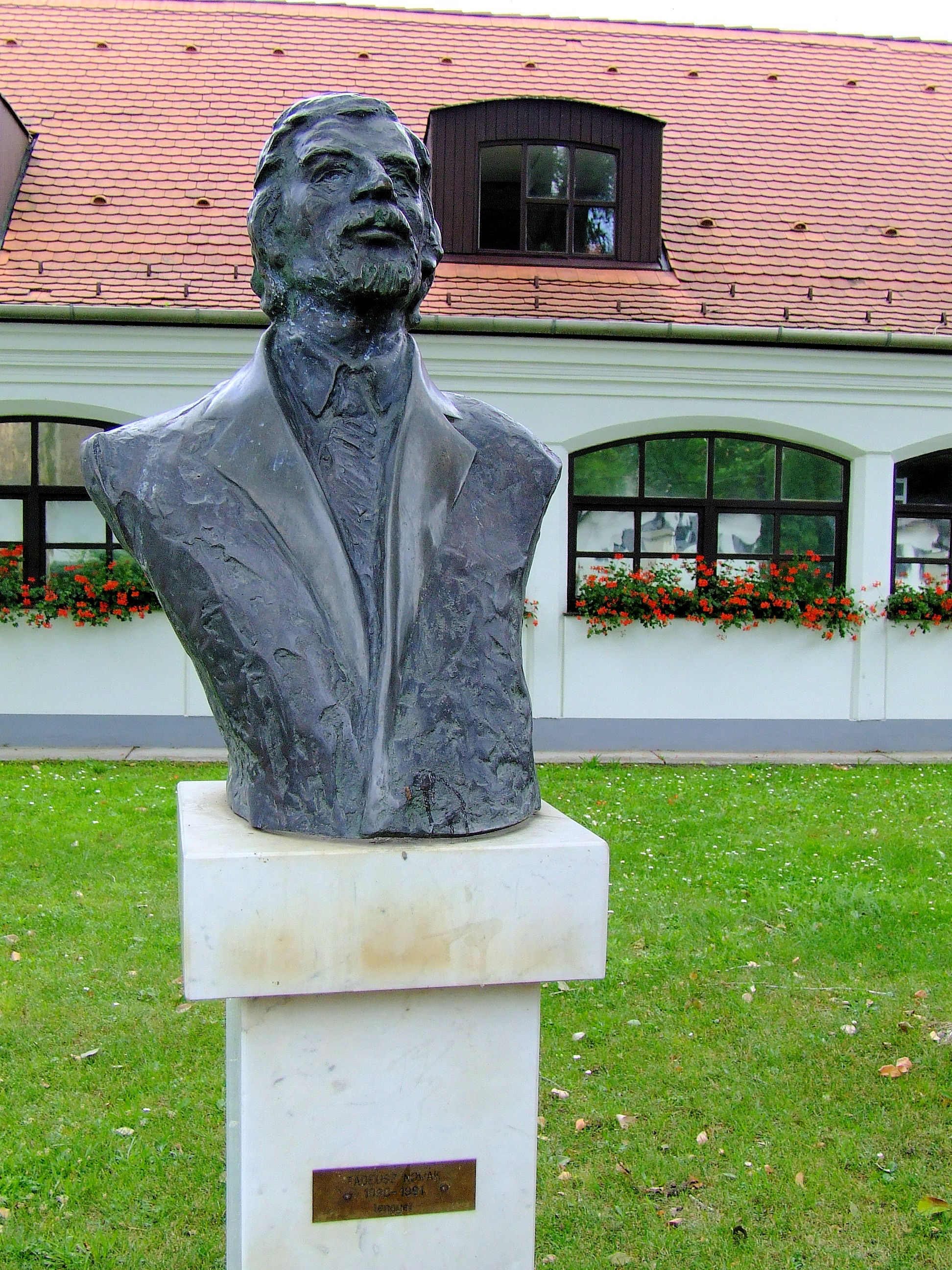
Тадеуш Новак
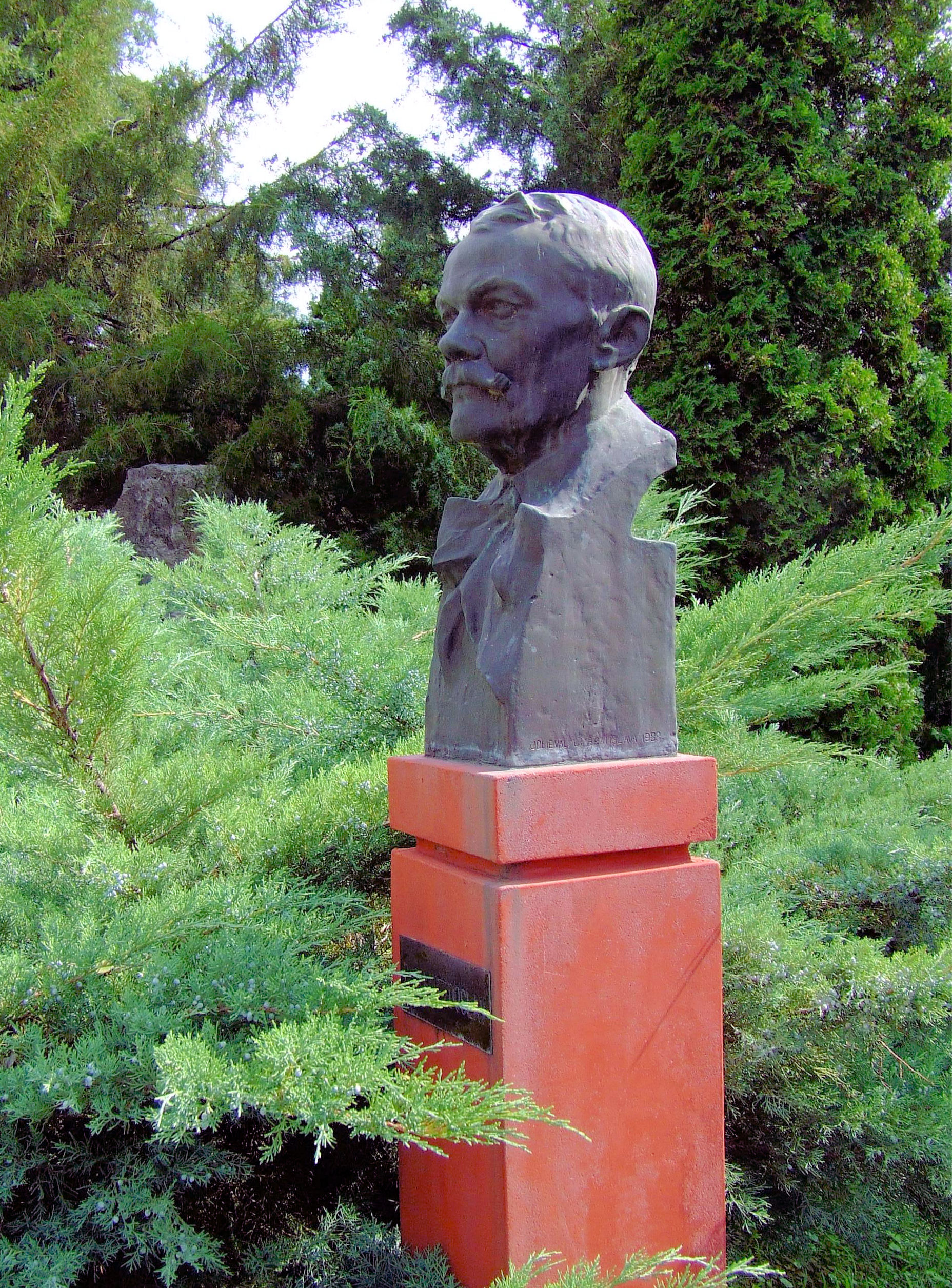
Павол Гвездослав